# South Cle Elum
South Cle Elum è un comune degli Stati Uniti d'America, situato nello Stato di Washington, nella Contea di Kittitas.